# Mardore
Mardore este o comună în departamentul Rhône din sud-estul Franței. În 2009 avea o populație de 513 de locuitori.

## Evoluția populației
| An        | 1975 | 1982 | 1990 | 1999 | 2006 | 2009 |
| --------- | ---- | ---- | ---- | ---- | ---- | ---- |
| Populație | 431  | 405  | 447  | 470  | 505  | 513  |